# Mackmyra kraftverk
Mackmyra kraftverk är det tredje kraftverket i Gavleån, beläget i Lillån, Gavleåns södra fåra, invid Mackmyra sulfitfabrik i Valbo. Det första kraftverket var en turbin på 150 hästkrafter byggd samtidigt som fabriken 1889 och som kompletterades med en generator 1893. 1921 byggdes ett nytt, större kraftverk med två turbiner och detta kraftverk byggdes ut 1957 när fabriken behövde mer kraft. Efter att under en kort tid i slutet av 1980-talet haft en enskild ägare såldes kraftverket till Gävle Energi som 1989-1990 lät riva det gamla verket och bygga ett nytt. Mackmyra kraftverk är sedan dess det största kraftverket i Gavleån.